# 57. Golden Globe-gála
Az 57. évi Arany Glóbusz, azaz Golden Globe-díjátadóra 2000. január 23-án került sor a Beverly Hills-i Beverly Hilton Hotelben, Kaliforniában.
A szórakoztatóiparban tett komoly munkáért járó Cecil B. DeMille-életműdíjat ebben az évben Barbra Streisand kapta.

## Kategóriák és jelöltek
Nyertesek félkövérrel jelölve

### Mozifilmek

#### Legjobb film (dráma)
- Amerikai szépség
- A bennfentes
- Egy kapcsolat vége
- Hurrikán
- A tehetséges Mr. Ripley

#### Legjobb film (musical vagy vígjáték)
- Csak egy kis pánik
- Ember a Holdon
- A John Malkovich menet
- Sztárom a párom
- Toy Story – Játékháború 2.

#### Legjobb színész (dráma)
- Russell Crowe (A bennfentes)
- Matt Damon (A tehetséges Mr. Ripley)
- Richard Farnsworth (Straight Story – Igaz történet)
- Kevin Spacey (Amerikai szépség)
- Denzel Washington (Hurrikán)

#### Legjobb színész (musical vagy vígjáték)
- Jim Carrey (Ember a Holdon)
- Robert De Niro (Csak egy kis pánik)
- Rupert Everett (A tökéletes férj)
- Hugh Grant (Sztárom a párom)
- Sean Penn (A világ második legjobb gitárosa)

#### Legjobb színésznő (dráma)
- Annette Bening (Amerikai szépség)
- Julianne Moore (Egy kapcsolat vége)
- Meryl Streep (A szív dallamai)
- Hilary Swank (A fiúk nem sírnak)
- Sigourney Weaver (Világtérkép)

#### Legjobb színésznő (musical vagy vígjáték)
- Janet McTeer (Tumbleweeds)
- Julianne Moore (A tökéletes férj)
- Julia Roberts (Sztárom a párom)
- Sharon Stone (A múzsa csókja)
- Reese Witherspoon (Gimiboszi)

#### Legjobb mellékszereplő színész
- Michael Caine (Árvák hercege)
- Michael Clarke Duncan (Halálsoron)
- Tom Cruise (Magnólia)
- Jude Law (A tehetséges Mr. Ripley)
- Haley Joel Osment (Hatodik érzék)

#### Legjobb mellékszereplő színésznő
- Cameron Diaz (A John Malkovich menet)
- Angelina Jolie (Észvesztő)
- Catherine Keener (A John Malkovich menet)
- Samantha Morton (A világ második legjobb gitárosa)
- Natalie Portman (Mindenütt jó)
- Chloe Sevigny (A fiúk nem sírnak)

#### Legjobb rendező
- Norman Jewison (Hurrikán)
- Neil Jordan (Egy kapcsolat vége)
- Michael Mann (A bennfentes)
- Sam Mendes (Amerikai szépség)
- Anthony Minghella (A tehetséges Mr. Ripley)

#### Legjobb forgatókönyv
- Amerikai szépség
- Árvák hercege
- A bennfentes
- Hatodik érzék
- A John Malkovich menet

#### Legjobb eredeti betétdal
- Anna és a király – „How Can I Not Love You”
- KicsiKém: Szőr Austin Powers 2 – „Beautiful Stranger”
- Magnólia – „Save Me”
- Tarzan – „You'll Be In My Heart”
- Toy Story – Játékháború 2. – „When She Loved Me”

#### Legjobb eredeti filmzene
- Amerikai szépség
- Angyal a lépcsőn
- Anna és a király
- A bennfentes
- Egy kapcsolat vége
- Az óceánjáró zongorista legendája
- Straight Story – Igaz történet
- Tágra zárt szemek
- A tehetséges Mr. Ripley

#### Legjobb idegen nyelvű film
- Aimée és Jaguár
- Kelet-nyugat
- Lány a hídon
- Mindent anyámról
- A vörös hegedű

### Televízió

#### Legjobb televíziósorozat (dráma)
- Az elnök emberei
- Maffiózók
- Még egyszer és újra
- Ügyvédek
- Vészhelyzet

#### Legjobb televíziósorozat (musical vagy vígjáték)
- Ally McBeal
- Dharma és Greg
- Kerge város
- Szex és New York
- Will és Grace

#### Legjobb televíziós minisorozat vagy tévéfilm
- Az aranypolgár születése
- Dash and Lilly
- Fekete csillag
- Szent Johanna
- Tanúvédelem

#### Legjobb színész, televíziósorozat (dráma)
- Bill Campbell (Még egyszer és újra)
- James Gandolfini (Maffiózók)
- Rob Lowe (Az elnök emberei)
- Dylan McDermott (Ügyvédek)
- Martin Sheen (Az elnök emberei)

#### Legjobb színész, televíziósorozat (musical vagy vígjáték)
- Thomas Gibson (Dharma és Greg)
- Michael J. Fox (Kerge város)
- Eric McCormack (Will és Grace)
- Ray Romano (Szeretünk, Raymond!)
- George Segal (Just Shoot Me!)

#### Legjobb színész, televíziós minisorozat vagy tévéfilm
- Jack Lemmon (Leckék az életről)
- Jack Lemmon (Majomper)
- Liev Schreiber (Az aranypolgár születése)
- Sam Shepard (Dash and Lilly)
- Tom Sizemore (Tanúvédelem)

#### Legjobb színésznő, televíziósorozat (dráma)
- Lorraine Bracco (Maffiózók)
- Amy Brenneman (Amynek ítélve)
- Edie Falco (Maffiózók)
- Julianna Margulies (Vészhelyzet)
- Sela Ward (Még egyszer és újra)

#### Legjobb színésznő, televíziósorozat (musical vagy vígjáték)
- Jenna Elfman (Dharma és Greg)
- Calista Flockhart (Ally McBeal)
- Felicity Huffman (Sports Night)
- Heather Locklear (Kerge város)
- Debra Messing (Will és Grace)
- Sarah Jessica Parker (Szex és New York)

#### Legjobb színésznő, televíziós minisorozat vagy tévéfilm
- Halle Berry (Fekete csillag)
- Judy Davis (Dash and Lilly)
- Mia Farrow (Alzheimer)
- Helen Mirren (Egy filozófusnő szerelmei)
- Leelee Sobieski (Szent Johanna)

#### Legjobb mellékszereplő színész, televíziósorozat, televíziós minisorozat vagy tévéfilm
- Klaus Maria Brandauer (Fekete csillag)
- Peter Fonda (Egy filozófusnő szerelmei)
- Sean Hayes (Will és Grace)
- Chris Noth (Szex és New York)
- Peter O’Toole (Szent Johanna)
- David Spade (Just Shoot Me!)

#### Legjobb mellékszereplő színésznő, televíziósorozat, televíziós minisorozat vagy tévéfilm
- Kathy Bates (Annie)
- Jacqueline Bisset (Szent Johanna)
- Kim Cattrall (Szex és New York)
- Melanie Griffith (Az aranypolgár születése)
- Nancy Marchand (Maffiózók)
- Cynthia Nixon (Szex és New York)
- Miranda Richardson (A nagy rézgyűrű)